# Penicillium lanosum
Penicillium lanosum Westling – gatunek grzybów z rodziny Aspergillaceae. Mikroskopijny grzyb strzępkowy.

## Systematyka i nazewnictwo
Pozycja w klasyfikacji według Index Fungorum: Penicillium, Aspergillaceae, Eurotiales, Eurotiomycetidae, Eurotiomycetes, Pezizomycotina, Ascomycota, Fungi.
Po raz pierwszy opisał go w 1911 roku Richard Westling. Synonimy:
- ''Penicillium kojigenum G. Sm. 1961
- Penicillium lanosum var. lunzinense Svilv. 1941

## Morfologia i fizjologia
Kolonie na agarze z roztworem Czapeka osiągają średnicę 2,5 do 3 cm w ciągu 12 do 14 dni w temperaturze pokojowej (24 °C). Składają się z kłaczkowatego przerostu wyrastającego z twardej, filcowatej grzybni, nieregularnie pomarszczonego. Obszary środkowe lub w pobliżu środka są zwykle uniesione, o grubości 1–2 mm. Konidiogeneza najsilniej następuje w strefach brzeżnych, przy czym obszary centralne są białe do bardzo jasnoszarych, obszary zarodnikujące w odcieniach od jasnozielonego do szaroniebieskiego lub szarego. Brak wysięku, lub jest bardzo słaby, zapachu brak lub nieokreślony. Rewers bezbarwny do jasno żółtawego. Konidiofory powstają głównie jako krótkie odgałęzienia ze strzępek grzybni powietrznej o długości 100–200 µm, rzadziej z podłoża i mają długość 250–600 µm, grubość 2,5–3 µm, są gładkościenne lub delikatnie chropowate. Penicillusy stosunkowo duże, asymetryczne, nieregularnie rozgałęzione i mające tendencję do rozbieżności, noszące splątane i nieregularne masy konidiów o długości do 50–75 µm. Odgałęzienia zmienne, zwykle 10–20 µm × 2–2,5 µm, czasami dłuższe, często wyrastające nisko na konidioforze i nie pojawiające się jako integralna część terminalnego penicyllusa. Metule nieliczne w okółkach, około 8–12 × 2–2,5 µm, powszechnie wyrastające na różnych poziomach. Ramiona w skupiskach od 5 do 10, mierzące około 7–8,5 µm × 2–2,5 µm, zdecydowanie zwężone w miejscu tworzenia zarodników. Konidia kuliste do prawie kulistych, o średnicy 2,5–3 µm ze ściankami drobnoziarnistymi, w masie wyglądające na matowo szarozielone.
Kolonie na agarze słodowym o średnicy około 2,5–3 cm, płaskie, o luźnej teksturze, silnie zarodnikujące, z konidioforami wyrastającymi z podłoża.

## Występowanie i znaczenie
W Polsce podano liczne stanowiska. Wyizolowano go z powietrza, ścian starych budynków, ryzosfery i korzeni jodły pospolitej, brzozy brodawkowatej, daglezji zielonej, pszenicy zwyczajnej. Jest jednym z gatunków powodujących na ścianach i stropach pomieszczeń pleśń. Wytwarza mykotoksynę o nazwie luteoskiryna. Penicillium lanosum rozwija się także na wilgotnej paszy, a spożywanie jej przez zwierzęta powoduje ich choroby, a nawet śmierć.